# اسمرالدا

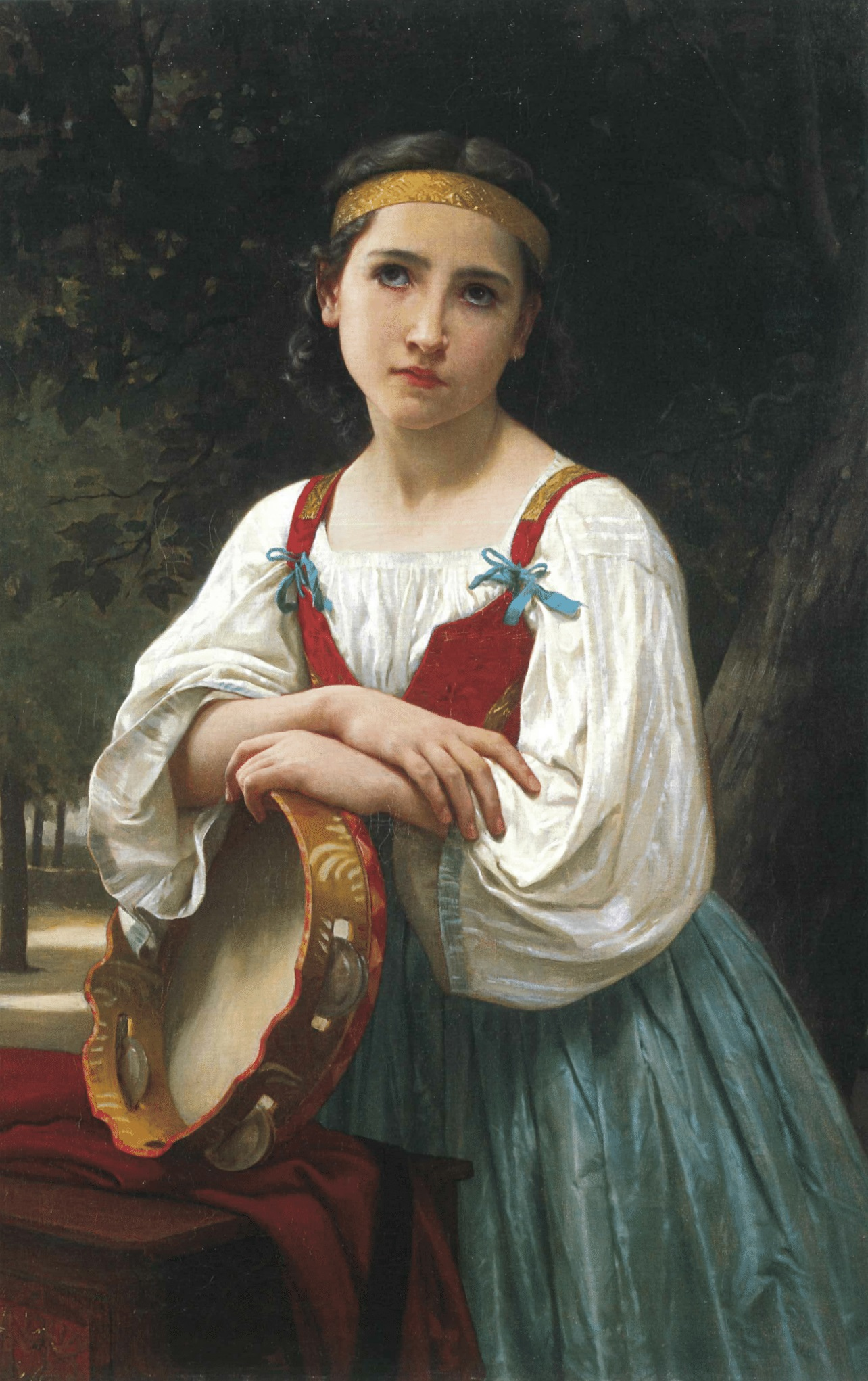
ویلیام-آدولف بوگرو (۱۸۲۵–۱۹۰۵) - دختر کولی با دایره زنگی

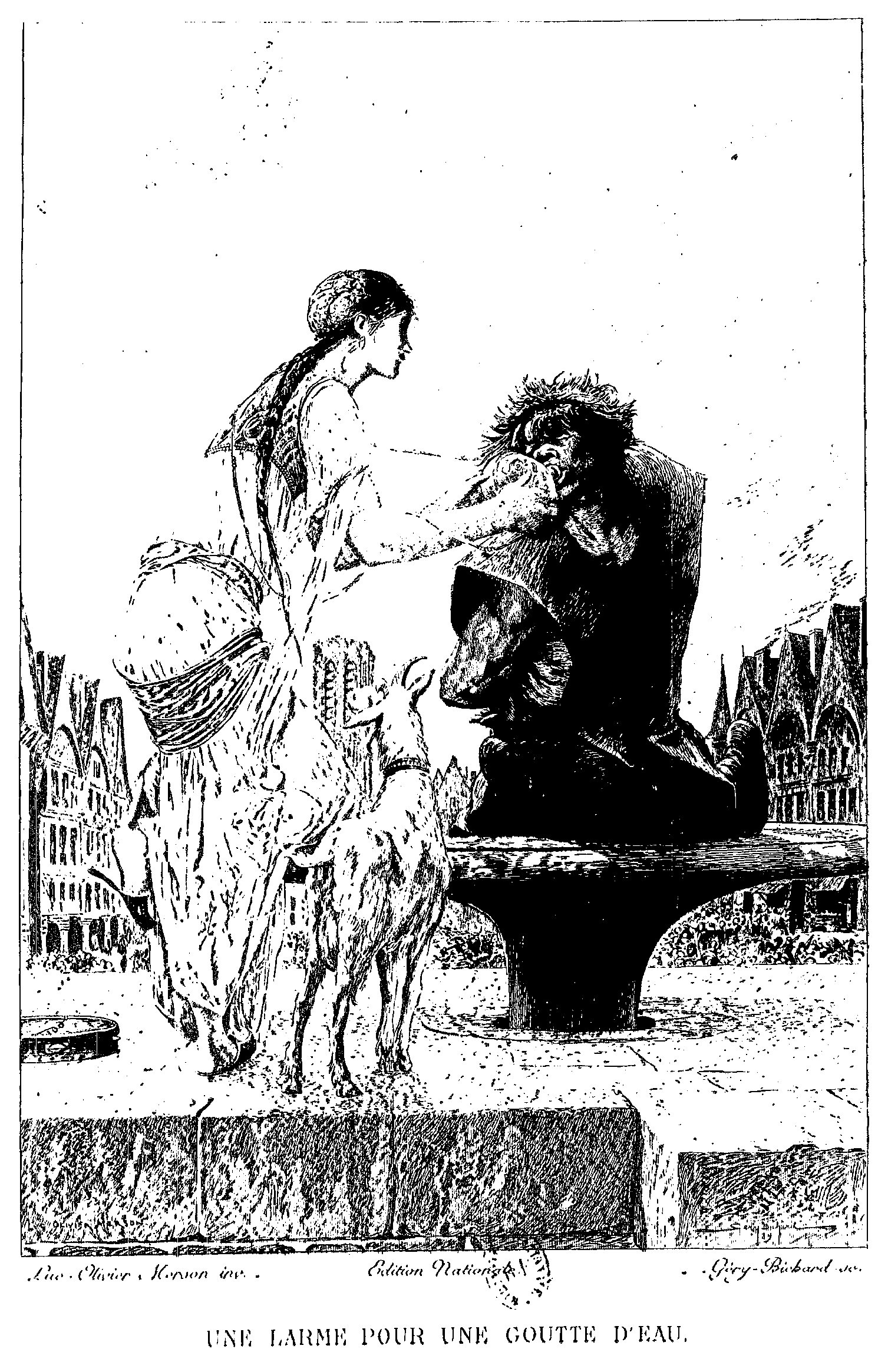
قطره‌ای اشک برای جرعه‌ای آب

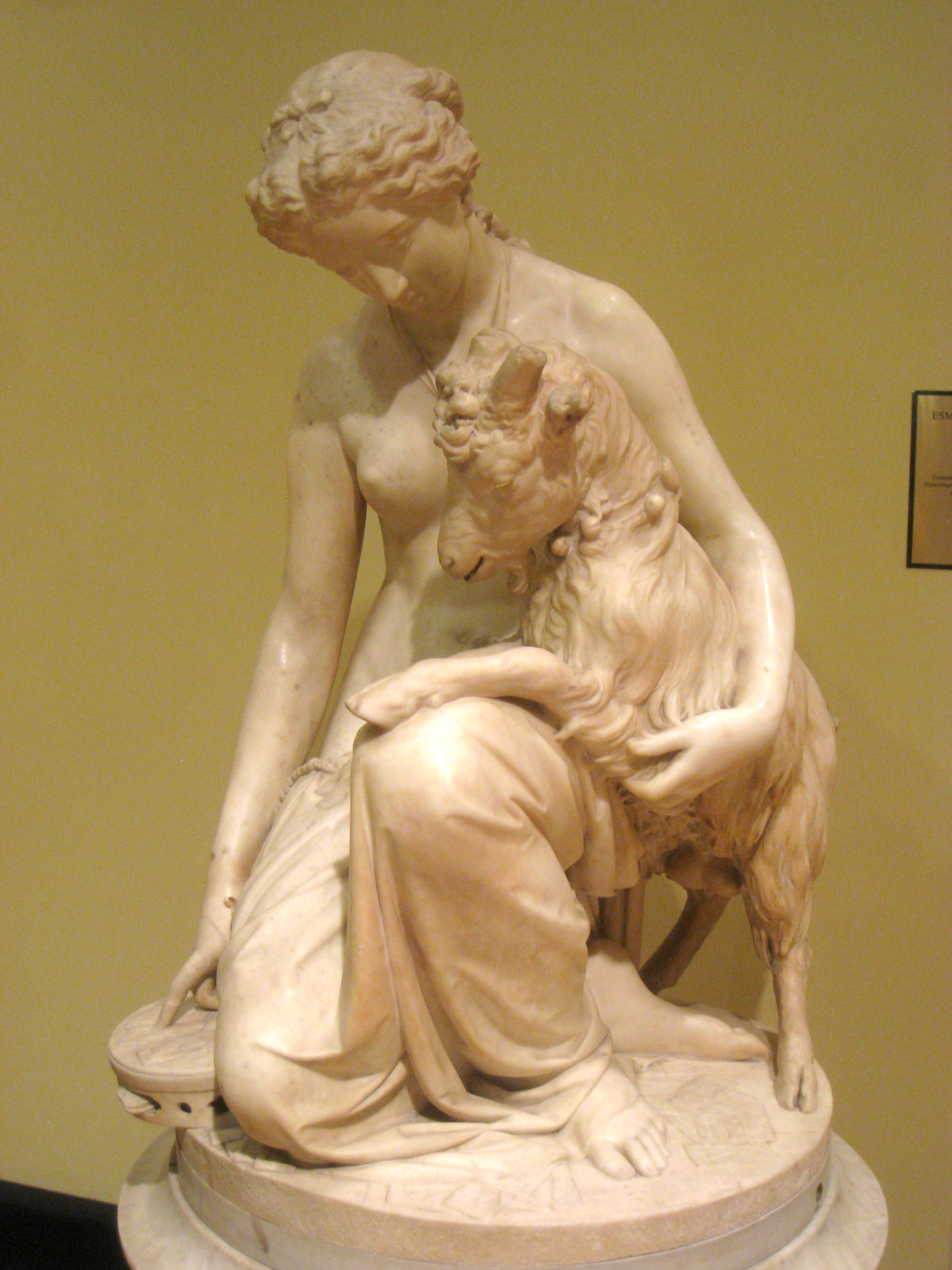
"اسمرالدا و بز وی جالی توسط آنتونیو روزتی (Antonio G. Rossetti (d.) در سال ۱۸۶۵)

اسمرالدا (به فرانسوی: Esmeralda)، نام دختری است که یکی از شخصیت‌های داستان کتاب رمان گوژپشت نتردام را تشکیل می‌دهد. این کولی زیبا، در واقع یک کولی زاده نیست، بلکه دختر یک روسپی زیباست که بعد از آنکه کولی‌ها دخترش یعنی اسمرالدا را از او دزدیدند از سر ناامیدی سال‌ها گوشه‌نشین شده و دیدن دوباره دخترش را از خدا خواسته. اسمرالدا با آن قلب پاک و معصوم نقطه اصلی این درام انسانی است.

## اقتباسها
بسیاری از اقتباس‌هایی که برگرفته از رمان گوژپشت نتردام هستند شخصیت‌ها و افراد مختلفی را برای بازی در نقش اسمرالدا استفاده نموده‌اند. باوجوداین، صحنه‌های اروتیکی که بین اسمرالدا و فوبوس وجود دارد در برخی از آنان به تصویر کشیده نشده‌اند.
در فیلم نسخهٔ دیزنی اسمرالدا طوری نشان داده شده‌است که دارای شخصیتی محتاط، مراقب، مستقل و دارای شوخ‌طبعی کولی‌مانند است که مایل به کمک به دیگران در صورت نیاز می‌باشد و بزرگ‌ترین آرزو اسمرالدا این است مردم کولی‌های همسایهٔ خود را در جامعه پذیرفته و به عنوان قشری از مردم مورد توجه قرار دهند.